# Agenzia per il controllo e la qualità dei servizi pubblici locali di Roma Capitale
L’Agenzia per il controllo e la qualità dei servizi pubblici locali di Roma Capitale è un ente di diritto pubblico che, con indipendenza e autonomia di giudizio, svolge funzioni di verifica e monitoraggio della qualità dei servizi pubblici locali erogati da Roma Capitale a supporto propositivo e tecnico-conoscitivo nei confronti dell’Assemblea Capitolina, del Sindaco e della Giunta Capitolina.
È stata istituita dal Consiglio Comunale di Roma con Deliberazione n. 39 del 14 marzo 2002 così come modificata e integrata dalla Deliberazione n. 212 del 22 ottobre 2007, dopo lo scioglimento della precedente Autorità per i Servizi Pubblici Locali sorta nel 1996. Nel 2017, con Deliberazione dell’Assemblea Capitolina n. 34 del 27 giugno, ne è stato modificato lo statuto prevedendo un organo monocratico, rappresentato dal Presidente. Da ultimo, con Deliberazione dell'Assemblea Capitolina n. 76 del 4 ottobre 2022, lo statuto è stato modificato prevedendo un Consiglio direttivo composto dal Presidente e due Consiglieri, di cui uno con la carica di Vicepresidente.
Le attività istituzionali dell’Agenzia comprendono:
- la realizzazione di studi, analisi e monitoraggi per la verifica delle modalità di erogazione dei servizi garantendo ai cittadini un’informazione tempestiva e documentata sulle condizioni degli stessi;
- l’emissione di pareri preventivi sugli schemi degli atti concessori e autorizzativi, delle convenzioni e dei contratti di servizio, anche proponendo la loro modifica;
- la presentazione all’Amministrazione Capitolina, alle aziende del Gruppo di Roma Capitale, alle associazioni e ai cittadini di una Relazione annuale sullo stato dei servizi pubblici locali e sull’attività svolta, come principale strumento di ricognizione e analisi sui servizi e di rendiconto dell’attività dell’Agenzia. Il Presidente attualmente in carica (mandato 2017-2022) è Carlo Sgandurra, nominato dall’Assemblea Capitolina con Deliberazione n. 48 del 4 settembre 2017.

I principali settori dei servizi pubblici locali oggetto di monitoraggio sono:
- Igiene urbana e ambiente
  - Gestione rifiuti
  - Pulizia e decoro della città
  - Verde pubblico e parchi
  - Bioparco di Roma

- Cultura e tempo libero
  - Biblioteche comunali
  - Musei, monumenti e siti archeologici
  - Sedi espositive
  - Spettacoli
- Scolastico
  - Asili nido
  - Refezione scolastica
  - Trasporto riservato scolastico
- Servizi a rete
  - Illuminazione pubblica
  - Servizio idrico integrato
- Sociale
  - Farmacie comunali
  - Trasporto persone con disabilità
  - Servizi funebri e cimiteriali
- Trasporti e mobilità
  - Mobilità privata
  - Trasporto pubblico
  - Taxi e NCC

I nuovi logo e acronimo (ACoS) dell’Agenzia sono stati presentati ufficialmente l’11 dicembre 2019.